# Ekaterina Ilina
Ekaterina Fyodorovna Ilyina (Tolyatti, 7 de março de 1991) é uma handebolista profissional russa e campeã olímpica durante o Rio 2016.

## Carreira
Em 2016, Ekaterina Ilina integrou a Seleção Russa de Handebol Feminino, que ganhou a medalha de ouro nos Jogos Olímpicos de Verão de Rio em 2016, o evento aconteceu na cidade do Rio de Janeiro no Brasil.